# 로버트 분
로버트 분(Robert Boon, 1916년 10월 26일 ~ 2015년 1월 13일)은 미국의 배우이다.
하를럼에서 태어났으며 로스앤젤레스에서 사망하였다.

## 출연 작품
- 남자의 진실 (1982년)
- 지 아이 블루 (1960년)
- 회색 양복을 입은 사나이 (1956년)
- 트리니다드 사건 (1952년)
- 미스터 880 (1950년)

### 텔레비전
- 비밀지령 (1968년)
- FBI (1965년)